# Flipper, 1973
1973年のピンボール
Pour les articles homonymes, voir Flipper (homonymie).

Flipper, 1973 (1973年のピンボール, 1973-nen no pinbōru) est le deuxième roman du Japonais Haruki Murakami, paru en 1980 au Japon.
Ce deuxième volet de ce que certains dénomment « la trilogie du Rat », se situe entre Écoute le chant du vent (1979) et La Course au mouton sauvage (1982). Ultérieurement Murakami ajoute deux autres livres à cette trilogie.

## Autorisation et révélations
Ce n'est que trente-sept ans après leur première publication, qu'Haruki Murakami autorise la publication à l'étranger de ses deux premiers romans. Aussitôt la première édition en français, du 14 janvier 2016, regroupe les deux titres Écoute le chant du vent et Flipper, 1973.
La préface de l'ouvrage, datée de juin 2014, est rédigée par Haruki Murakami lui-même. Il indique que, jeune patron d'un café-club de jazz, il n'a que peu de temps. Il se lance alors dans l'écriture. Le lecteur apprend que ces deux romans sont écrits sur la table de sa cuisine. À ce titre, l'auteur les dénomme, dans cette préface, Écrits sur la table de la cuisine et les désigne comme des « romans de cuisine ».
Dans cette même préface, Haruki Murakami révèle que bien que Japonais et vivant au Japon il trouve sa langue natale un peu trop touffue pour s'exprimer. De ce fait il décide d'écrire en anglais, langue qu'il ne maîtrise que partiellement en raison d'un vocabulaire restreint. Après quelque temps, le narrateur trouve le style qui lui convient et a le sentiment d'écrire de façon claire, sans artifice et en allant à l'essentiel. Il traduit alors ses deux premiers romans en japonais. Selon ses dires, il s'agit plus d'une adaptation que d'une traduction littéraire.

## Édition en langue française
- Haruki Murakami, Écoute le chant du vent ; suivi de Flipper, 1973, (traduction de (ja) Kaze no uta o kike (1979) et de (ja) 1973 nen no pinbōru (1980) par Hélène Morita), Belfond, 2016  (ISBN 9782714460691)